# 日本2019冠狀病毒病疫苗接種計劃

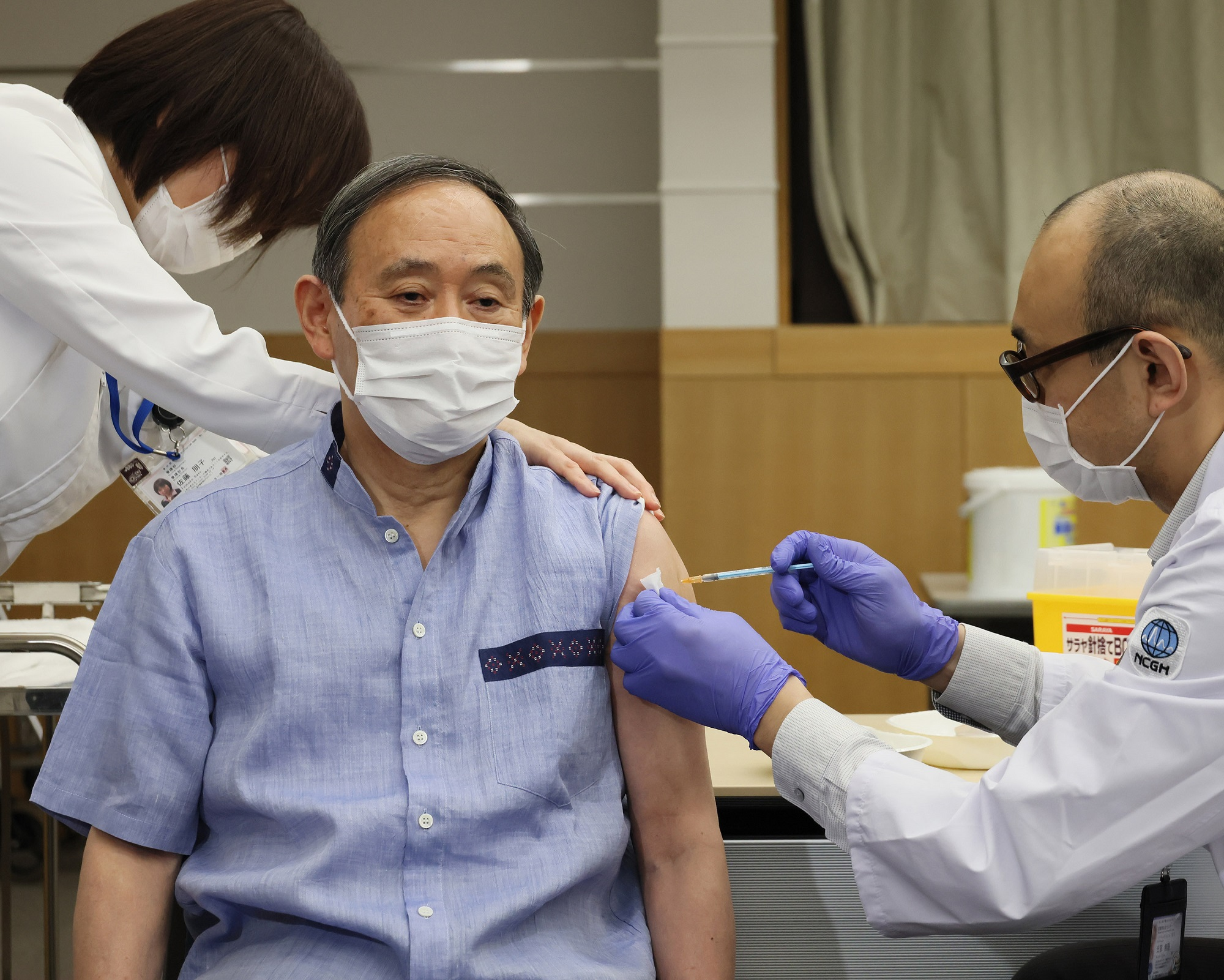
2021年3月16日，時任日本首相菅義偉接種2019冠狀病毒病疫苗

日本2019冠狀病毒病疫苗接種計劃是世界各大主要經濟體中最晚開始施行的2019冠狀病毒病疫苗接種計畫。2020年夏季奥林匹克运动会預定舉辦日臨近，2021年4月後日本常在疫苗接種議題上被認為執行「過慢」。

## 歷史
2021年1月18日，時任首相菅義偉口頭指示行政改革擔當大臣河野太郎設立疫苗接種推進擔當大臣並兼任此職。
2021年2月14日，厚生勞動省批准使用輝瑞疫苗，並預計於同月17日首次提供。同年5月28日，厚生勞動省批准將輝瑞疫苗的使用對象擴大到至12－15歲的青少年。
2021年4月，日本首相菅義偉和輝瑞執行長會晤面談，後者承諾給日本五千萬劑疫苗。當時，菅義偉與乔·拜登見面後正在美國旅行。
2021年5月20日，日本政府批准使用莫德納、阿斯利康疫苗（AZ疫苗）。並於同月23日開始分發莫德納疫苗。
2021年5月24日，嬌生公司旗下的楊森製藥向日本政府申請嬌生疫苗的批准。
2021年7月30日，厚生勞動省決定啟用AZ疫苗，供40歲或以上的民眾免費接種，埼玉、千葉、東京、神奈川、大阪、沖繩這6個都府縣將於8月16日起獲優先分配，其餘41個道府縣將從23日起配送。8月23日，阿斯利康疫苗率先在大阪市施打。
2021年8月26日，厚生劳动省表示在日本5个都县的8个接种场所发现尚未使用的莫德纳新冠疫苗瓶内混入了异物。发现混有异物的总计39瓶，厚生劳动省要求暂停使用相同时期在同一生产线制造的3批次总计约163万剂疫苗。8月28日，日本厚生劳动省表示，有两名30多歲男子在接种莫德纳新冠疫苗后死亡。这两名死者都曾接种过一剂日本26日暂停的三个批次中的莫德纳新冠疫苗。9月6日，日本厚生劳动省表示，一名49岁男子於8月12日接种兩劑莫德纳新冠疫苗后死亡。10月1日，日本厚生劳动省专门小组会表示，莫德纳疫苗中混入异物的原因是人为失误，西班牙生产工厂给疫苗瓶加装橡胶塞的机器上2个不锈钢部件没有保持适当的间距，部件相互接触导致不锈钢碎片混入疫苗瓶。
2021年12月1日，日本启动新冠疫苗加强针接种。
2022年7月15日，日本當局決定把疫苗第四剂接种对象扩大至所有医务人员和老年人设施工作人员。
2022年10月25日，东京都港区的医院启动6个月至4岁婴幼儿新冠疫苗接种計劃。

### 訂購疫苗
| 疫苗              | 批准          | 分發          | 數量（百萬劑） |
| ----------------- | ------------- | ------------- | -------------- |
| 輝瑞－BioNTech    | 2021年2月14日 | 2021年2月17日 | 194            |
| 莫德納（TAK-919） | 2021年5月20日 | 2021年5月23日 | 100            |
| 牛津－阿斯利康    | 2021年5月20日 | 2021年8月16日 | 120            |
| 嬌生疫苗          | 待定          | 待定          | 未知           |
| 諾瓦瓦克斯疫苗    | 待定          | 待定          | 未知           |

### 試驗階段疫苗
| 疫苗                                             | 原產國     | 種類（科技）    | 進展 | 來源                        |
| ------------------------------------------------ | ---------- | --------------- | --- | --------------------------- |
| AG0302-COVID‑19 AnGes Inc.、日本醫療研究開發機構 | 日本       | DNA疫苗（質體） | 第二至三階段（500名病人） 方法：隨機抽取、雙盲、安慰劑對照組 時間：2020年11月至2021年4月 地點：日本                                                 | [ 27 ] [ 28 ] [ 29 ] [ 30 ] |
| S-268019 鹽野義製藥                              | 日本       | 亞單位疫苗      | 第一至第二階段（214名病人） 方法：隨機抽取、雙盲、安慰劑對照組、平行設計 時間：2020年12月至2021年6月 地點：日本                                     | [ 31 ]                      |
| DS-5670 第一三共                                 | 日本       | RNA疫苗         | 第一至第二階段（152名病人） 方法：在日本健康成年和老年受試者中， 評估DS-5670a疫苗的安全性、免疫原性和推薦劑量 時間：2021年3月至2022年7月 地點：日本 | [ 32 ] [ 33 ] [ 34 ]        |
| KD-414 KM生物製品公司                            | 日本       | 不活化疫苗      | 第一至第二階段（210名病人） 方法：隨機抽取、雙盲、安慰劑對照組、平行設計 時間：2021年3月至2022年12月 地點：日本                                     | [ 35 ] [ 36 ]               |
| EXG-5003 Elixirgen療法、藤田醫科大學             | 日本、美國 | RNA疫苗         | 第一至第二階段（60名病人） 方法：首次用於人體、隨機抽取、安慰劑對照組 時間：2021年4月至2023年1月 地點：日本                                         | [ 37 ]                      |